# Видаль, Фернан
Фернан Видаль (Жорж Фернан-Изидор Видаль; фр. Georges Fernand-Isidore Widal; 9 марта 1862[…], Деллис, Бумердес — 14 января 1929[…], Париж) — французский врач, бактериолог.

## Биография
Из эльзасской еврейской семьи, перебравшейся в Париж из Вендзенема — сын военного хирурга Анри Виктора Видаля (1826—1894), члена-корреспондента Парижской медицинской академии; племянник Шарля Огюста Видаля (1822—1875) — профессора классической и немецкой литературы, филолога и переводчика, известного бытописанием жизни говорящих на идише сельских евреев Эльзаса.
Разработал реакцию, используемую для диагностики брюшного тифа и некоторых сальмонеллёзов (1896); доказал роль поваренной соли в патогенезе нефритов и сердечных отёков и первым рекомендовал больным ограничить её употребление (1906).
С 1886 по 1888 год посвятил себя исследованиям на факультете патологической анатомии и в течение двух лет возглавлял исследовательское направление в области бактериологии в лаборатории профессора Андре Виктора Корниля. В 1895 году был назначен врачом, курирующим больницы Парижа, а с 1904 года стал преподавать на медицинском факультете. В 1905 году стал работать врачом в больнице Hôpital Cochin и возглавлял медицинские клиники этого же учреждения.
Написал серию работ об инфекционных заболеваниях, рожистом воспалении, заболевании сердца, печени, нервной системы и т. д. Кроме этого, он внёс существенный научный вклад в виде публикаций в различных медицинских журналах и энциклопедиях. Его именем назван тест Видаля, диагностический тест на тиф, и гематолог Джордж Хайем описал приобретённую гемолитическую анемию, которую исторически называют воспалением Хайема — Видаля.

## Работы
- 1889: Etude sur l’infection puerpérale
- 1906: La cure de déchloruration dans le mal de Bright
- 1911: Maladies des veines et des lymphatiques
- 1923: Nouveau traité de médicine, 22 тома (с Georges Henri Roger[англ.], P. J. Teissier)